# Universidad de Filadelfia
La Universidad Thomas Jefferson es una universidad privada de investigación en Filadelfia, Pensilvania, Estados Unidos. Establecida en su forma más temprana en 1824, la universidad se combinó oficialmente con la Universidad de Filadelfia en el 2017. Para indicar su herencia, la universidad a veces lleva la nomenclatura Jefferson (Universidad de Filadelfia + Universidad Thomas Jefferson) en su marca. Se clasifica en "R2: Universidades Doctorales - Alta actividad investigadora".
La universidad lleva el nombre del padre fundador y presidente de los Estados Unidos, Thomas Jefferson.

## Historia
La Universidad Thomas Jefferson se fundó en 1824 y se fusionó con otra universidad ubicada en la misma ciudad, la Universidad de Filadelfia en el 2017.  La Universidad de Filadelfia se conocía originalmente como Escuela Textil de Filadelfia cuando se fundó en 1884, y luego Instituto Textil de Filadelfia durante 20 años (1942 a 1961), la Facultad de Textiles y Ciencias de Filadelfia durante 58 años (1962 a 1999) y la Universidad de Filadelfia durante 18 años (1999 a 2017), su nombre final antes de la fusión con la Universidad Thomas Jefferson.

### Fusión con la Universidad de Filadelfia
En la Exposición del Centenario de 1876, los fabricantes textiles locales notaron que la industria textil de Filadelfia se estaba quedando atrás en capacidad, tecnología y habilidad de sus rivales. En 1880, formaron la Asociación de Fabricantes de Tejidos Textiles de Filadelfia, con Theodore C. Search como presidente, para luchar por aranceles más altos sobre los textiles importados y educar a los líderes textiles locales. Search se unió a la junta directiva del Museo y Escuela de Arte Industrial de Filadelfia (ahora el Museo de Arte de Filadelfia y la Universidad de las Artes), pensando que era el socio perfecto para sus planes para una escuela, y comenzó a recaudar fondos en 1882.
A principios de 1884, Search mismo enseñó las primeras clases de la Escuela Textil de Filadelfia a cinco estudiantes en 1336 Spring Garden Street. La escuela se inauguró oficialmente el 5 de noviembre de 1884. La escuela se mudó a 1303-1307 Buttonwood Street en 1891 y luego se mudó nuevamente en 1893.
La inscripción había estado creciendo constantemente y la escuela estaba rechazando a "jóvenes brillantes" por falta de espacio. La escuela adquirió el antiguo Instituto de Sordos y Mudos de Filadelfia en la esquina de las calles Broad y Spruce, lo que permitió una rápida expansión de las ofertas académicas y la capacidad de los estudiantes.
En 1942, a la escuela se le otorgó el derecho de otorgar títulos de licenciatura y cambió su nombre a Philadelphia Textile Institute (PTI). En 1949, habiendo decidido romper sus lazos con el museo, PTI se mudó a su sitio actual en la sección East Falls de Filadelfia.
En 1961, la escuela cambió su nombre nuevamente, a Philadelphia College of Textiles & Science, pero todavía se conocía como Philadelphia Textile para abreviar. La población estudiantil de la universidad se duplicó entre 1954 y 1964, y se duplicó nuevamente en 1978, con la introducción de programas en artes, ciencias y administración de empresas. La universidad compró una propiedad contigua en 1972, duplicando el tamaño de su campus. En 1976 ofreció su primer título de posgrado, la Maestría en Administración de Empresas. La compra de propiedades adicionales en East Falls en 1980 y 1988 casi duplicó nuevamente el campus, agregando aulas, laboratorios de investigación, residencias estudiantiles e instalaciones deportivas. En 1992, se inauguró la Biblioteca Paul J. Gutman de 54 000 pies cuadrados (5000 m2).
Durante la década de 1990, la universidad comenzó a ofrecer especializaciones de pregrado en una gama más amplia de campos, lo que resultó en que la Commonwealth of Pennsylvania le otorgara a la universidad el estatus de universidad en 1999. El consejo de administración votó para cambiar el nombre de la universidad a Universidad de Filadelfia, en julio 13 de enero de 1999. La escuela prefirió la abreviatura más larga de "PhilaU", en lugar de la simple abreviatura de dos letras de "PU", debido a la conexión de esta última con otras escuelas abreviadas "PU" como término onomatopéyico para el cuerpo. olor

### Con la Universidad Thomas Jefferson
La Universidad Thomas Jefferson comenzó como una facultad de medicina. A principios del siglo XIX, varios intentos de crear una segunda escuela de medicina en Filadelfia se vieron frustrados, en gran parte por exalumnos de la Facultad de Medicina de la Universidad de Pensilvania. En un intento de eludir esa oposición, un grupo de médicos de Filadelfia dirigido por George McClellan envió una carta de 1824 a los administradores de Jefferson College (ahora Washington & Jefferson College) en Canonsburg, Pensilvania, pidiéndoles que establecieran un departamento médico en Filadelfia.  Los fideicomisarios estuvieron de acuerdo y establecieron el Departamento Médico de Jefferson College en Filadelfia en 1825.  En respuesta a una segunda solicitud, la Asamblea General de Pensilvania otorgó una expansión de los estatutos de Jefferson College en 1826, respaldando la creación del nuevo departamento y permitiéndole otorgar servicios médicos. Se designaron 10 fideicomisarios adicionales de Jefferson College, incluido Joel Barlow Sutherland, para supervisar las nuevas instalaciones desde Filadelfia, debido a la dificultad de administrar un departamento médico en el otro lado del estado. Dos años más tarde, a esta segunda junta se le otorgó autoridad para administrar el Departamento Médico, mientras que los fideicomisarios de Jefferson College mantuvieron el poder de veto para las decisiones importantes.
La primera clase se graduó en 1826 y recibió sus títulos solo después de la disposición de una demanda que buscaba cerrar la escuela. Las primeras clases se llevaron a cabo en el Teatro Tivoli en Prune Street en Filadelfia, que tenía la primera clínica médica adjunta a una escuela de medicina. Debido a la filosofía de enseñanza del Dr. McClellan, clases enfocadas en la práctica clínica. En 1828, el Departamento Médico se mudó al Edificio Ely, lo que permitió un gran espacio para conferencias y el "Pit", un anfiteatro de 700 asientos para que los estudiantes pudieran ver las cirugías. Este edificio tenía un hospital adjunto, el segundo arreglo de escuela de medicina/hospital de este tipo en el país, que atendió a 441 pacientes hospitalizados y 4659 pacientes ambulatorios en su primer año de funcionamiento. La relación con el Jefferson College sobrevivió hasta 1838, cuando el Departamento Médico recibió una carta independiente, lo que le permitió operar por separado como el Jefferson Medical College.  En ese momento, todos los instructores, incluido McClellan, fueron desocupados de la escuela y los administradores contrataron a todas las personas nuevas para enseñar. Este se ha considerado el momento en que la escuela pasó a ser considerada una escuela de medicina "legítima".
En 1841, Jefferson Medical College contrató lo que se denominaría "La facultad del 41", una colección influyente de profesores que incluía a Charles Delucena Meigs y al fundador del Museo Mutter, Thomas Dent Mutter. Esta colección de profesores instituiría numerosos cambios en Jefferson, incluida la provisión de camas para pacientes en una tienda en las calles 10th y Sansom en 1844, y el personal permanecería sin cambios durante 15 años.  La clase que se graduó en 1849 incluyó a un hijo del fundador de la universidad, Joel Barlow Sutherland, Charles Sutherland, quien se desempeñó como Cirujano General del Ejército de los Estados Unidos.

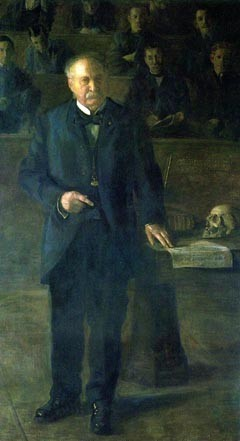
Retrato de William S. Forbes por Thomas Eakins

En 1882, una historia del periódico Philadelphia Press provocó un juicio sensacional después de que un periodista sorprendiera a unos ladrones de cadáveres robando cadáveres y entregándolos al Jefferson Medical College para que los estudiantes de medicina los usaran como cadáveres. Cuatro ladrones de tumbas fueron arrestados y sentenciados a la prisión de Moyamensing por robar cuerpos y venderlos al Jefferson Medical College a razón de $8 por cuerpo. Después de los arrestos, se determinó que el robo de cuerpos había estado ocurriendo durante nueve años y que varios cientos de cadáveres habían sido vendidos a Jefferson Medical College.
El renombrado cirujano y profesor de anatomía del Jefferson Medical College, William S. Forbes, fue arrestado por su papel en el robo de tumbas, pero fue absuelto.   Forbes ayudó a redactar la Ley de Pensilvania de 1867 denominada "Ley de Anatomía", que exigía hospitales, prisiones y pabellones de salud mental. proporcionar los cuerpos de aquellos que no tenían familia o fondos para el entierro a las facultades de medicina para la investigación anatómica.
Debido en parte al escándalo del robo de tumbas en el cementerio de Lebanon, se aprobó la Ley de Anatomía de Pensilvania de 1883, que establecía medios legales por los cuales las facultades de medicina podían obtener cadáveres sin tener que comprárselos a los ladrones de tumbas.
En 1877 se inauguró un hospital de 125 camas, uno de los primeros en el país afiliado a una facultad de medicina, y en 1891 se inauguró una escuela de enfermería. La Facultad de Medicina se convirtió en la Universidad Thomas Jefferson el 1 de julio de 1969. centro, Jefferson se dedica actualmente a la educación, la investigación médica y la atención al paciente. Jefferson Medical College es la novena escuela de medicina estadounidense más antigua que existe en la actualidad.
En enero del 2007, la universidad vendió la pintura de Thomas Eakins The Gross Clinic, que representa una cirugía que tuvo lugar en la escuela, por 68 millones de dólares, a la Academia de Bellas Artes de Pensilvania, en asociación con el Museo de Arte de Filadelfia. cuelga en su lugar en la Universidad de Jefferson.
El 17 de junio del 2014, la Fundación Sidney Kimmel donó $ 110 millones a Jefferson Medical College, lo que provocó el anuncio de que Jefferson Medical College pasaría a llamarse Sidney Kimmel Medical College. Fue la mayor donación recibida en su historia.
En mayo de 2017, la Universidad Thomas Jefferson y la Universidad de Filadelfia anunciaron que se fusionarían bajo el nombre de Universidad Thomas Jefferson.

## Programas académicos
Jefferson ofrece más de 160 programas de pregrado y posgrado, incluido el Sidney Kimmel Medical College y las universidades emblemáticas de la antigua Universidad de Filadelfia:
- Facultad de Arquitectura y Medio Ambiente Construido
- Facultad de diseño, ingeniería y comercio de Kanbar
- Escuela de Estudios Continuos y Profesionales

## Campus
Hay dos campus y un centro de investigación:

### East Falls
El campus arbolado de 100 acres (40 ha) de East Falls de la universidad está ubicado a diez minutos al noroeste de Center City, Filadelfia, accesible por dos de las líneas ferroviarias regionales de SEPTA. El campus consta de 52 edificios, que incluyen aulas, laboratorios, estudios, la biblioteca Paul J. Gutman, instalaciones para residentes de estudiantes, una galería de exposiciones y algunas adiciones importantes a principios del siglo XXI, el Kanbar de 72 000 pies cuadrados (6700 m2). Campus Center para estudiantes, profesores y personal; el Centro Atlético, Recreativo y de Convocatorias de Gallagher; el SEED Center (certificado LEED Gold Center for Sustainability, Energy Efficiency and Design), y el innovador DEC Center. Un campus subsidiario está ubicado en el condado de Bucks.

### Center City
El campus de la universidad en el centro de la ciudad de Filadelfia, los consultorios médicos y el hospital (llamado Jefferson Health) tienen su sede en 130 South Ninth Street y las cuadras de la ciudad circundantes.

### Centro de Investigación Manayunk
Además de sus principales propiedades, Jefferson dirige el Centro de Investigación de la Universidad de Filadelfia, que se encuentra en una fábrica textil restaurada (inaugurada originalmente en 1864) en la sección Manayunk de Filadelfia, justo al sur del campus principal. El centro de investigación contiene tanto el Instituto de Ingeniería y Diseño como el Laboratorio para la Protección Humana de Ingeniería.

## Alumnos notables
- Anthony F. DePalma, cirujano ortopédico y profesor de Jefferson
- Bob File, exjugador de béisbol de las Grandes Ligas, Toronto Blue Jays.
- Carlos Finlay, pionero en la investigación de la fiebre amarilla, determinando que se transmitía a través del Aedes aegypti.
- William S. Forbes, profesor de anatomía.
- John Heysham Gibbon, inventor de la máquina corazón-pulmón; recibió el premio Lasker.
- Robert Gallo, descubridor del Virus de la Inmunodeficiencia Humana; galardonado con el Premio Lasker dos veces.
- Kermit Gosnell, practicante de abortos y asesino convicto.[36]
- Samuel D Gross, cirujano traumatólogo académico; conocido como "El emperador de la cirugía estadounidense".
- Malcolm C. Grow, primer Cirujano General de la Fuerza Aérea de los Estados Unidos.
- Chevalier Jackson, padre de la endoscopia (junto a Philipp Bozzini).
- Maurice Kanbar, inventor y filántropo.
- Herbert Kleber, psiquiatra e investigador de abuso de sustancias.
- William Williams Keen, primer neurocirujano en extirpar con éxito un tumor cerebral.
- Curtis King, exjugador de béisbol de los Cardenales de San Luis de las Grandes Ligas.
- Howard Kerin, médico, cirujano, capitalista de riesgo